# Campionati italiani assoluti di scherma del 1914
I Campionati italiani assoluti di scherma del 1914 sono stati organizzati dalla Federazione Italiana Scherma.
Nel fioretto, si è aggiudicato il titolo dei campionati italiani Carlo Castorina.
Il titolo della spada è andato a Gazzarini.
Nella sciabola Tornei ha vinto il titolo nazionale maschile.
Per tutti e tre si è trattata della prima affermazione.

## Podi

### Uomini
| Specialità  | Oro             | Argento | Bronzo |
| Individuali |                 |         |        |
| Fioretto    | Carlo Castorina | -       | -      |
| Spada       | Gazzarini       | -       | -      |
| Sciabola    | Tornei          | -       | -      |